# Talayotes, Guadalupe y Calvo
Talayotes är en ort i Mexiko.   Den ligger i kommunen Guadalupe y Calvo och delstaten Chihuahua, i den nordvästra delen av landet, 1 100 km nordväst om huvudstaden Mexico City. Talayotes ligger 2 210 meter över havet och antalet invånare är 173.
Terrängen runt Talayotes är kuperad åt nordost, men åt sydväst är den bergig. Runt Talayotes är det mycket glesbefolkat, med 6 invånare per kvadratkilometer. Närmaste större samhälle är Juntas de Arriba, 7,2 km nordost om Talayotes. I omgivningarna runt Talayotes växer huvudsakligen savannskog.